# Al Yah 1
Al Yah 1, früher bekannt als YahSat 1A, ist der Name eines Saudi-arabischen Kommunikationssatelliten. Betreiber ist die Al Yah Satellite Communications Company (Yahsat) mit Sitz in Abu Dhabi. Das Gesamtsystem besteht aus zwei Satelliten: YahSat 1A und YahSat 1B.

## Mission
YahSat 1A wurde am 22. April 2011 mit einer Ariane 5 ECA vom Centre Spatial Guyanais zusammen mit New Dawn gestartet. YahSat 1B folgte am 23. April 2012 an Bord einer Proton-M. YahSat 1A wurde auf 52,5° Ost in einer geostationären Umlaufbahn über dem Äquator positioniert und versorgt von dort aus den mittleren Osten und Nordafrika mit Kommunikationsdiensten. Später wurde der Satellit in Al Yah 1 umbenannt. Dabei bedient der Satelliten einerseits den kommerziellen Markt, stellt andererseits mit seinen Ka-Band-Transpondern jedoch auch Kapazitäten für den staatlichen Bedarf zur Verfügung, primär im militärischen Sektor.  
Neben Internetservices werden über den Yahlive-Dienst des Betreibers Fernsehkanäle, auch HDTV, übertragen. Es werden afghanische, arabische, kurdische und persische Sender übertragen.
In unmittelbarer Nähe befinden sich auf 53° Ost der russische Satellit Express AM6 und auf 52° Ost der turkmenisch-monegassische TürkmenÄlem. Diese werden von arabischen und afghanischen Sendern zum Teil als Ergänzung zu YahSat 1A genutzt. Express AM6 und der von afghanischen Sendern genutzte East-Beam von TürkmenÄlem haben den Vorteil, dass sich viele Sender von dort mit geringem Aufwand in Deutschland empfangen lassen. Der Empfang von YahSat 1A sowie des von arabischen Sendern genutzten MENA-Beams von TürkmenÄlem in Deutschland ist hingegen nur mit erheblichem Aufwand möglich.
Der Satellit verfügt wie YahSat 1B über einen redundanten Ionenantrieb vom Typ SPT100.